# Dagbladet Børsen
Børsen, fullständigt namn: Dagbladet Børsen, är en dansk affärstidning med fokus på affärs- och börsinnehåll i Danmark.
Tidningen grundades 1896 av redaktören Theodor Green och har sitt säte i Köpenhamn. 
År 1969 blev majoritetsaktieägaren för Børsen den svenska Bonniergruppen och förlaget bytte namn till. 1970 omorganiserades tidningen för att nästan uteslutande presentera affärsnyheter, vilket resulterade i en förbättrad nettoomsättning.
I januari 2016 pågick förhandlingar för Bonniergruppen att sälja tidningen Børsen till JP/Politikens Hus till ett pris av 800 miljoner kronor. Den 24 januari 2017 sade JP/Politikens Hus att det hade dragit tillbaka sitt erbjudande om att slå samman med Dagbladet Børsen och istället valt att ägna 49,9% av Dagbladet Børsen till ett pris på 400 miljoner kronor. Bonnier Group skulle ha 50,1% ägande av bolaget.